# سعد زغلول
سعد زغلول (۱۸۵۹–۱۹۲۷)، رهبر مصر و یکی از برجسته‌ترین رهبران مصر در طول تاریخ این کشور بوده‌است. او رهبر انقلاب ۱۹۱۹ و سپس رئیس دولت مصر بود و به عنوان نخست وزیر و رئیس ملت (۲۶ ژانویه ۱۹۲۴–۲۴ نوامبر ۱۹۲۴) خدمت کرد.
او پیش از نخست وزیری ۴ سال سرپرست وزارت آموزش و پرورش و ۲ سال وزیر دادگستری مصر در زمان پادشاهی عباس دوم بود.
سعد زغلول در سال ۱۸۵۹ در روستای إبیأنة متولد شد.
وی با صفیه خانم دختر مصطفی فهمی پاشا، (از نخست وزیران مصر) در ۱۸۹۵ ازدواج کرد. همسر وی از فمینیست‌ها و فعال سیاسی نیز بود.
سعد زغلول در تاریخ ۲۳ اوت ۱۹۲۷ در قاهره درگذشت

## تحصیلات، فعالیت و تبعید
زغلول در روستای ایبایانا در استان کافر شیخ نیل دلتا مصر متولد شد. برای تحصیلات تکمیلی پس از آن، او در دانشگاه الازهر و یک مدرسه حقوق فرانسه در قاهره حضور یافت. زغلول با کار به عنوان یک وکیل اروپایی، ثروت و موقعیت خود را در چارچوب سنتی تحرک رو به بالا به دست آورد. با وجود این، موفقیت زغلول به همان اندازه می‌تواند به آشنایی او با حومه مصری و بسیاری از اصطلاحات آن مربوط شود. او در فعالیت‌های سیاسی زمانی که به عنوان رهبر حزب وافد معرفی شد فعال شد که بعدها دستگیر هم شد.